# 15267 Kolyma
15267 Kolyma este un asteroid din centura principală de asteroizi.

## Descriere
15267 Kolyma este un asteroid din centura principală de asteroizi. A fost descoperit pe 15 noiembrie 1990 la Observatorul La Silla de Eric Walter Elst. Asteroidul prezintă o orbită caracterizată de o semiaxă mare de 2,40 ua, o excentricitate de 0,23 și o înclinație de 12,8° în raport cu ecliptica.